# Color Me Blood Red
Color Me Blood Red è un film del 1965, diretto dal regista Herschell Gordon Lewis. Si tratta del terzo ed ultimo film della Trilogia del sangue (The Blood Trilogy), dopo Blood Feast (1963) e 2000 Maniacs (1964).

## Trama
Il film inizia con il proprietario della Galleria Farnsworth che prende un quadro, lo porta all'esterno e gli dà fuoco. Mentre la tela brucia, del sangue sgorga da essa.
L'artista Adam Sorg ha problemi con i suoi lavori perché insoddisfatto dei colori utilizzati. Gigi, la sua ragazza, gli ricorda che è atteso alla Galleria Farnsworth per una mostra con i critici. Alla mostra il critico d'arte Gregorovich critica l'uso del colore da parte di Adam. Adam discute con lui e se ne va, superando la signora Carter ammirando il lavoro di Adam.
Il giorno successivo, Farnsworth va a casa di Adam per ritirare un nuovo dipinto. L'uomo dice ad Adam di essere d'accordo con le critiche di Gregorovich, ma prende ugualmente un dipinto e se ne va. Adam, in un eccesso d'ira, distrugge alcune tele. Gigi, mentre sta raccogliendo i pezzi delle tele, si ferisce ad un dito con un chiodo e finisce accidentalmente con lo sporcare le tele intatte. Adam rimane colpito della cosa e chiede a Gigi di riaprire la ferita ed inizia un altro dipinto usando il suo sangue. Quando lei gli suggerisce di utilizzare il proprio sangue, Adam si taglia le dita e dipinge con il suo sangue finché non perde i sensi per la perdita di sangue.
Dopo esser rinvenuto, Adam telefona a Farnsworth e lo informa di aver terminato un nuovo quadro. Quando Gigi gli domanda dove egli troverà tanto sangue per completare il dipinto, l'uomo l'accoltella in faccia ed usa il suo sangue per finire il dipinto. Poi seppellisce il corpo di Gigi vicino a casa sua.
Il giorno seguente porta il dipinto alla galleria dove Gregorovich lo definisce il suo miglior lavoro e lo sfida a dipingere un altro capolavoro. La signora Carter offre ad Adam una grossa somma di denaro per comprare il quadro, ma l'uomo si rifiuta di venderlo. Il giorno successivo, Adam si prepara a ferirsi per dipingere un nuovo quadro, quando nota April, la figlia della signora Carter, fare un picnic sulla spiaggia insieme al fidanzato Rolf e a due amici, Jack e Sydney. Mentre si prepara a tendere loro un'imboscata, Adam nota 
un'altra coppia, Norman e Betsy, sulla spiaggia. Quando i due vanno in acqua, Adam si avvicina a loro col motoscafo, uccide Norman e rapisce Betsy. Più tardi, Adam dipinge una nuova tela con il sangue della donna. Il giorno dopo lo porta in galleria ma si rifiuta di nuovo di venderlo. Adam si precipita fuori dalla galleria e Gregorovich nota che il dipinto è ancora bagnato.
Qualche giorno dopo Adam spia April che sta facendo un'altra festa in spiaggia con amici. Quando April si avventura vicino alla casa di Adam, l'uomo la invita a fargli da modella per alcuni quadri ed in cambio lui gliene darò gratuitamente uno. Quella sera, April fa inavvertitamente arrabbiare Adam facendo una battuta sui suoi dipinti. La giovane vorrebbe andarsene dopo il suo sfogo, ma Adam la convince a restare. La fa stare in piedi su una piccola scala a pioli e le lega i polsi.
Nel frattempo, Jack e Sydney trovano il cadavere di Gigi sulla spiaggia. Mostrano il corpo a Rolf, che corre verso la casa di Adam. All'interno della casa Adam è intenzionato ad uccidere April con un'ascia, ma fortunatamente Rolf giunge in tempo e, preso un fucile, lo punta contro il pittore mentre slega la ragazza. Adam riesce a disarmare Rolf e poi dice loro di come sta "immortalizzato" le persone usando il loro sangue nei suoi dipinti. Jack e Sydney giungono nella dimora facendo così distrarre Adam e permettendo a Rolf di riprendere il fucile. Adam sta per colpire Rolf con l'ascia ma lui gli spara in faccia, uccidendolo. Il cadavere di Adam cade su una tela bianca imbrattandola di sangue.
Il finale del film riprende la scena iniziale dove Farnsworth stava bruciando il quadro di Adam dopo che la notizia che egli ha usato sangue invece che pittura è diventata di pubblico dominio. Gregorovich giunge in tempo per vedere le tele bruciare e le definisce come una specia di pira funeraria di Adam.

## Produzione
Il regista Herschell Gordon Lewis ha citato Un secchio di sangue (1959) di Roger Corman come principale fonte d'ispirazione per ilm film.
Il film è stato girato a Sarasota, in Florida nel febbraio 1964, con un budget stimato di circa 50.000 dollari.
Terminato all'inizio del 1964, a causa di problemi di produzione, montaggio e rilascio delle vendite dopo che il produttore Friedman ha interrotto la sua collaborazione commerciale con Lewis, il film non venne distribuito per un anno.
Durante la lavorazione del film, Lewis e Friedman considerarono l'idea di realizzare un quarto film intitolato Suburban Roulette. Friedman ritenne però che il mercato era ormai troppo saturo di film sanguinosi e gore e quindi abbandonò il progetto.

## Accoglienza
Allmovie ha definito il film noioso e carente rispetto ai due precedenti sforzi di Lewis; "Molto poco distingue Color Me Blood Red dalle sue produzioni madri, tranne una mancanza di entusiasmo, sfacciataggine e irriverenza, qualcosa che non si può dire per il resto dell'opera di Lewis."

## Riconoscimenti[4]
- 2017 - Saturn Award
  - Nomination Miglior collezione DVD/Blu-ray (Come parte della collezione "Herschell Gordon Lewis Feast" insieme a Blood Feast, Scum of the Earth, 2000 Maniacs, Something Weird, A Taste of Blood, She-Devils on Wheels, Just for the Hell of It, The Wizard of Gore, The Gore Gore Girls, The Gruesome Twosome e This Stuff'll Kill Ya!)